# Frederico Paredes
Pour les articles homonymes, voir Paredes.
Frederico da Cunha Paredes, né le 31 janvier 1889 à Lisbonne et mort le 4 novembre 1972, est un escrimeur portugais, ayant pour arme l'épée.

## Biographie
Il est médaillé de bronze olympique d'escrime dans l'épreuve d'épée par équipes lors des Jeux olympiques d'été de 1928 à Amsterdam, après avoir terminé quatrième en épée par équipes en 1920 à Anvers et en 1924 à Paris.